# Rossland
Rossland es una ciudad canadiense situada en la provincia de Columbia Británica.

## Superficie
Rossland tiene una superficie de 59,72 km².

## Demografía
En 2021, tenía 4140 habitantes, una densidad poblacional de 69,3 hab./km², y 2075 viviendas.